# حارة المركزي (المشنة)

تعديل مصدري - تعديل

المركزي  هي إحدى حارات حي المشنة بمدينة إب اليمنية، بلغ تعداد سكانها 187 نسمة حسب تعداد اليمن لعام 2004.